# Porte de Bagnolet
Porte de Bagnolet – stacja linii nr 3 metra  w Paryżu. Stacja znajduje się w 20. dzielnicy Paryża.  Została otwarta 27 marca 1971 r.